# I nove incarichi
I nove incarichi sono delle regole di comportamento seguite dagli aderenti al movimento religioso dell'Odinismo: vengono seguite in particolar modo dai membri dell'Odinic rite (organizzazione internazionale inglese) e dagli affiliati alla Comunità Odinista (organizzazione fondata nell'Italia settentrionale nel 1994).
Queste regole sono state codificate nel 1970 da John Yeowell (Stubba) e da John Gibbs-Bailey (Hoskuld) con le "nove virtù nobili" in quanto caratteristiche dello stile di vita odinista.
Nel solco della tradizione eddica, il numero nove riporta alla cosmologia della mitologia norrena ed al noto passo del carme detto Vǫluspá ("Profezia della Veggente") nonché al poema Hávamál ("Discorso di Hár"), laddove viene tramandata la conoscenza delle rune da parte di Odino, appeso al tronco di un albero cosmico per nove giorni e nove notti.
Il corpus dei Nove incarichi è ripercorre la falsariga del capitolo XXI della saga dei Völsunga saga ("Saga dei Volsungi") come segue: 
1. Mantenere sincerità e fedeltà nell'amore e devozione all'amico fidato: benché egli mi colpisca, io non gli farò alcun affronto.
2. Mai giurare il falso: grande e grave è la ricompensa per la rottura della parola data.
3. Occuparsi senza sforzo di ciò che è modesto e basso.
4. Ricordare il rispetto che è dovuto all'anzianità.
5. Evitare che ogni cattiveria resti impunita e combattere contro i nemici della Fede, del Volk e della Famiglia: i miei nemici combatterò in  campo per non ardere nella mia stessa casa.
6. Andare in soccorso degli amici ma non riporre alcuna fiducia nella parola data da un forestiero.
7. Se sento la parola sciocca di un uomo ubriaco non la seguirò: per molti si cela un dolore e tali cose procurano la morte.
8. Prestare gentile attenzione ai morti: al morto in campo, al morto in mare o al morto di spada.
9. Attenersi ai decreti dell'autorità legittima e sopportare con coraggio e forza i decreti delle Norne.

## Le nove nobili virtù
Coraggio, verità, onore, fedeltà, disciplina, ospitalità, operosità, autostima, perseveranza.
La sostanziale differenza tra i nove incarichi/le nove virtù nobili e i comandamenti della tradizione giudaico-cristiana viene ribadita dall'attuale direttore della Corte dei Gothar (organo direttivo dell'Odinic Rite), Heimgest, in un articolo del 2005: gli ideali dello stile di vita odinista sono incapsulati in queste norme codificate, non come formalmente applicabili, ma come elemento permeante tutta la sfera dell'esistenza  . Tale impostazione è accettata e condivisa anche dalla Comunità Odinista italiana.
L'assenza di leggi o di comandamenti da seguire forzatamente in favore di virtù presenti nell'essenza odinista è un tratto condiviso anche dalla società odinista Odin Brotherhood.
Così nella Vǫluspá:
níu í viði,

miötvið mæran

fyr mold neðan.»
nove sostegni

e l'albero misuratore, eccelso,

che penetra la terra.»
(Edda Poetica -  Völuspá  - Profezia della Veggente)